# Pouant
Pouant ist eine französische Gemeinde mit 412 Einwohnern (Stand: 1. Januar 2022) im Département Vienne in der Region Nouvelle-Aquitaine; sie gehört zum Arrondissement Châtellerault und zum Kanton Loudun (bis 2015: Kanton Monts-sur-Guesnes). 

## Geographie
Pouant liegt etwa 48 Kilometer nördlich von Poitiers. Umgeben wird Pouant von den Nachbargemeinden Assay im Norden, Champigny-sur-Veude im Nordosten, Richelieu im Osten, Braye-sous-Faye im Südosten, Nueil-sous-Faye im Süden, Maulay im Südwesten sowie Ceaux-en-Loudun im Westen.

## Bevölkerungsentwicklung
| Jahr                      | 1962 | 1968 | 1975 | 1982 | 1990 | 1999 | 2006 | 2013 |
| Einwohner                 | 563  | 534  | 512  | 517  | 510  | 515  | 434  | 401  |
| Quelle: Cassini und INSEE |      |      |      |      |      |      |      |      |

## Sehenswürdigkeiten
- Kirche Saint-Hilaire aus dem 12. Jahrhundert, heutiges Gebäude weitgehend aus dem 19./20. Jahrhundert

## Weblinks

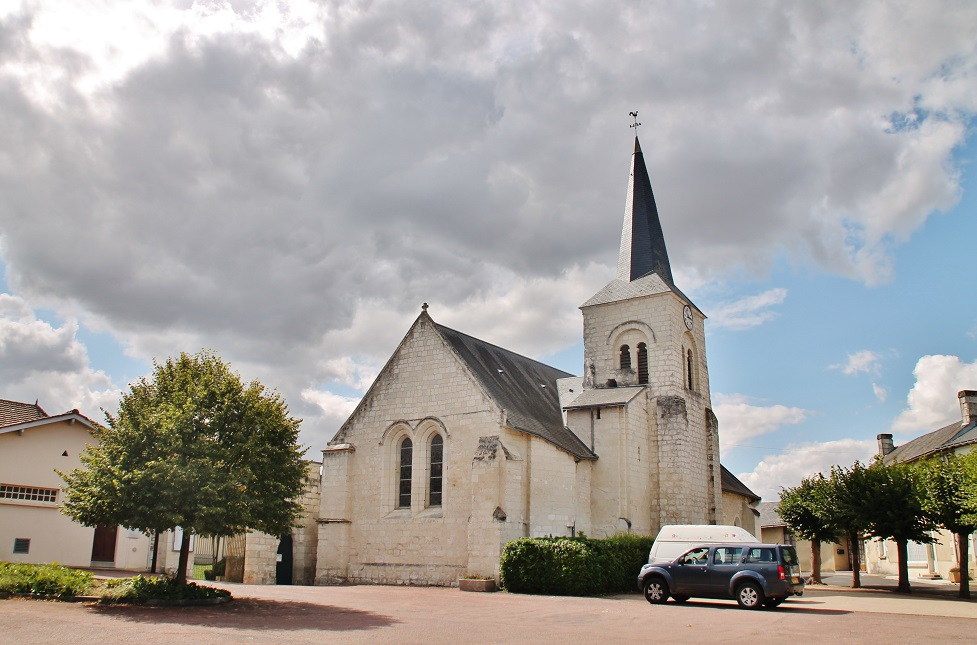
Kirche Saint-Hilaire